# امامزاده اباذر
امامزاده اباذر در روستایی به همین نام و در فاصله بیست کیلومتری شمال شرقی شهرستان قزوین قرار دارد. بنا بر اعتقاد اهالی منطقه او از فرزندان جعفر صادق هست.
بقعه از سنگ‌های کوهی ساخته شده و با گنبد دو پوش آجری پوشش داده شده‌است. ازاره بقعه از کاشی پوشیده شده و بنا بر طرح و پخت آن می‌توان این کاشی‌ها را از آثار دوره قاجار دانست. علاوه بر ضریح، در کنج بقعه سنگ قبری به ارتفاع تقریبی چهل سانتی‌متر به صورت سکو قرار دارد و دارای کتیبه کنده کاری شده ایلخانی است.
ورودی بقعه در سمت شرق است و در طرفین آن سنگ‌های منقش به کتیبه بسیار نفیسی قرار دارد. در دو طرف ورودی دو شباک سنگی با گره بندی قرار گرفته‌اند که یکی از آن‌ها دارای کتیبه است.
بقعه شبیه بناهای صفویه است و می‌توان نتیجه گرفت که بنای اولیه دوره ایلخانی که احتمالاً بسیار زیبا و با شکوه بوده به علت ویرانی و تخریب در دوره صفویه بازسازی شده و کتیبه‌های آن روی بنای جدید نصب شده‌است. کاشیکاری گنبد و داخل بقعه نیز در زمان قاجار انجام گرفته‌است.